# كلب متوج صيني

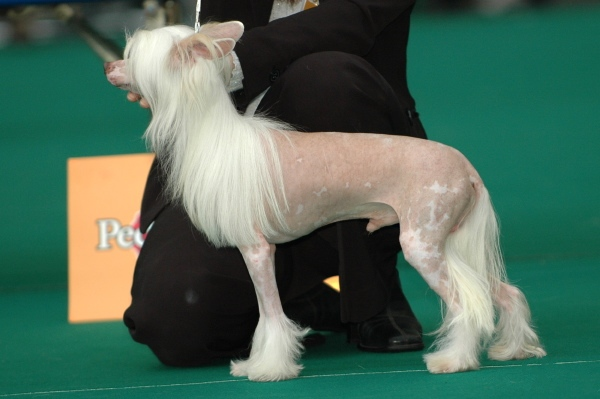
كلب متوج صيني بلا شعر، جلد خفيف

الكلب المُتَّوج الصيني هو سلالة من الكلاب الصلعاء حيث لايوجد أي شعر على جسده، باستثناء رأسه وأرجله وهو مثل معظم سلالات الكلاب التي لا أصل لها والكلب الصيني المتوج يأتي بنوعين بالفرو وبدون. كلاهما يولدان بنفس الصنف كلاب بلا شعر والباودرباف.

## الوصف
هذا الصنف يعتبر صغيرا. 10–13 رطل (4.5–5.9 كـغ).
للوهلة الأولى، يبدو أن أصناف الكلاب بلا شعر والباودرباف من الكلاب الصينية المتوجة ذو نوعان مختلفان، ولكن أصلع الشعر ذات سمة مهيمنة غير مكتملة ضمن سلالة واحدة. يتميز كلب بلا شعر ببشرة ناعمة، بالإضافة إلى خصلات من الفراء على أقدامها وذيلها كما أن شعرها الطويل يمتد من على قمة الرأس. يعتبر هذا الصنف من الكلاب ذات جين غير مكتمل، وجينات كلاب «عديم الشعر» لديها تأثير مميت قبل الولادة في حال أصيبت بأقتران زيجوت. وتتطور الحالة المصابة بجينات مزدوجة لكل واحد من أصل أربعة كلاب، كما يتم إعادة امتصاصها في الرحم. لذلك فإن كل الكلاب الصينية المتوجة بلا شعر تعتبر غير متجانسة.

## الرعاية

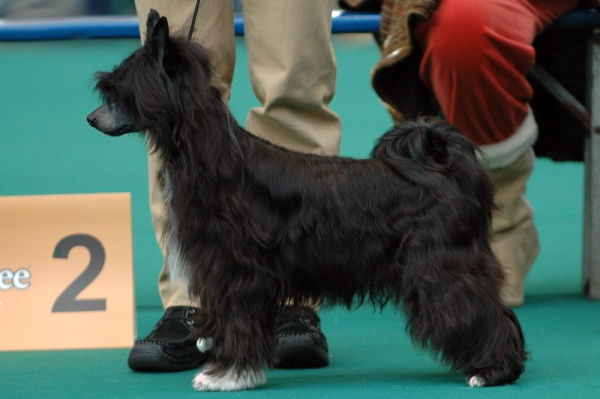
كلب متوج صيني باودرباف

كلا الصنفين يتطلبان كميات معينة من الحلاقة. إن باودرباف مغطى بالكامل بطبقة مزدوجة وناعمة للغاية ومستقيمة. على الرغم من أن فراء الباودرباف لا ينمو بشكل مستمر، إلا أنه يمكن أن ينمو ليكون طويلاً وبطول كامل. يساعد الحمام الأسبوعي والتنظيف المتكرر لهذه الكلاب تجنب جلوس على الحصيرة. للحصول على فراء مثالية، لا ينظف أبدًا عندما يجف أو يتسخة شعره. يُنصح باستخدام رذاذ خفيف من الماء أو رذاذ للحلاقة قبل تنظيف بالفرشاة. يختار الكثيرون "قص المهر" للباودرباف تاركين شعرًا طويلًا أسفل الساقين والذيل والرأس للحصول على فرو سهل العناية. يتميز الباودرباف بأنها نظيفة جدا وليس لها رائحة كما أنه شعره قليل التساقط".
إن صيانة بشرة مجموعة بلا شعر تشبه الحفاظ على بشرة الإنسان، وبالتالي يمكن أن تكون عرضة لحب الشباب والجفاف وحروق الشمس. يمكن أن يمنع كريم الترطيب الخالي من الزيوت أو المضاد للحساسية من أن يصبح الجلد جافًا جدًا عند وضعه كل يومين أو بعد الاستحمام. يمكن أن يحدث الحرق في المناطق المُعرضة للأشعة فوق البنفسجية القوية، خاصة في الكلاب ذات البشرة الفاتحة. يضع العديد من أصحاب الكلاب الصغيرة واقيًا من الشمس على حيواناتهم الأليفة قبل قضاء الوقت في الشمس القوية. تعاني بعض الكلاب الصينية المتوجة من حساسية جلدية تجاه اللانولين، لذا كن حذرًا عند استخدام أي منتجات تحتوي عليه.
يستمتع الباودرباف بالخروج في الهواء الطلق لممارسة الرياضة اليومية، على الرغم من أنه ليس من سلالات الطاقة العالية. وهو رائع للشقة أو المعيشة في المدينة، ولكنه متعددة الاستخدامات، كما يحب العيش في الريف والمشي لمسافات طويلة. لكونه سلالة ذكية للغاية، فإن هذا الكلب يعمل بشكل جيد في الرياضات التي تتطلب طاعة. الاتساق أمر لا بد منه، ولكن هذا الصنف يمكن أن يكون حساسًا نسبيًا ويجب أن يكون لديه مدرب لطيف. يعتبر الباودرباف رائعًا في تعلم الحيل وأداءها.

## الصحة

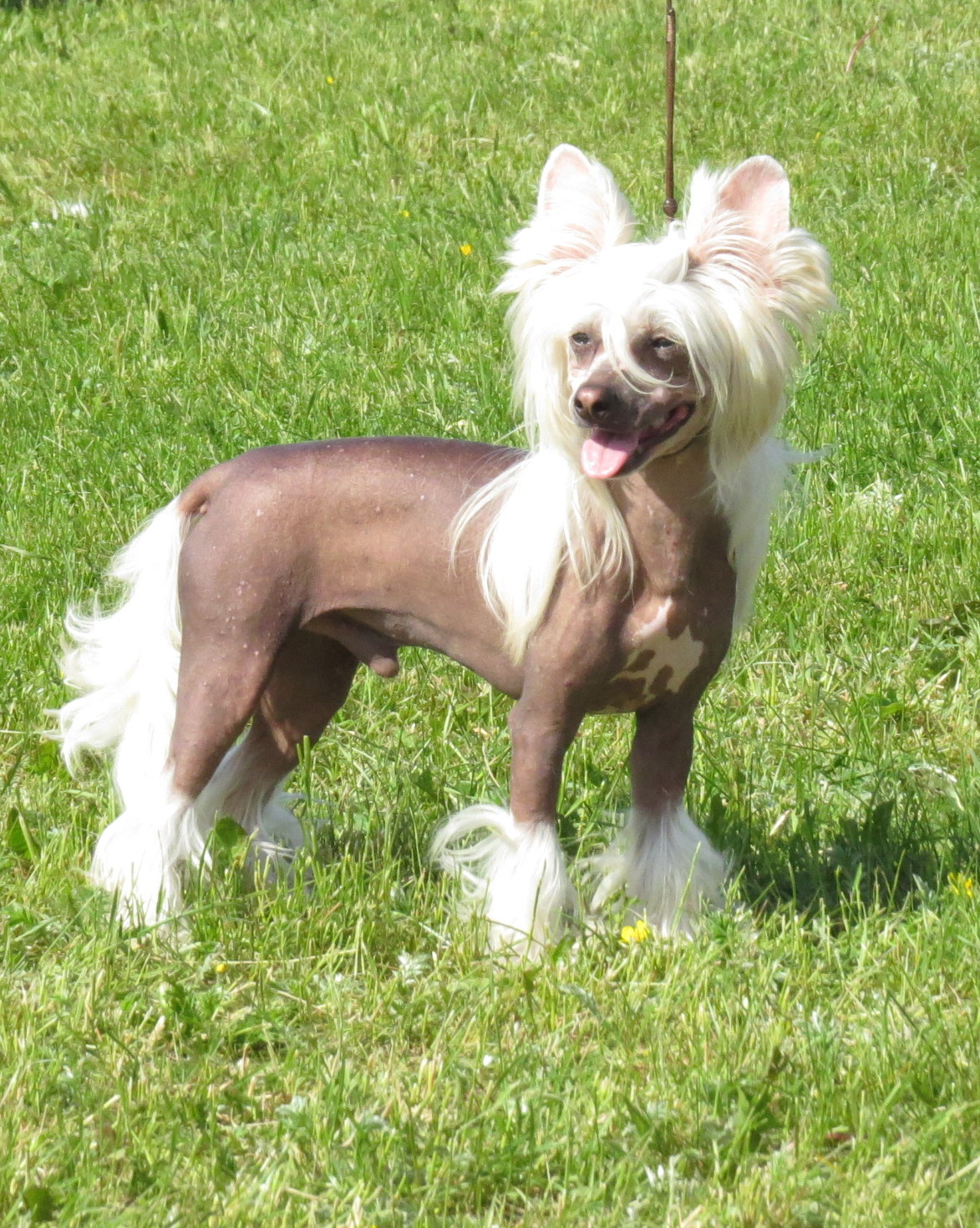
الكلب الصيني المتوج بلا شعر ، ببشرة فاتحة

لا يتأثر الباودرباف بالعديد من الأمراض الخلقية الموجودة في سلالات الأخرى. ومع ذلك، فهم عرضة لبعض هذه الشروط المذكورة. مشاكل في العين مثل خلع العدسة، الجلوكوما، و PRA (ضمور الشبكية التقدمي)، وخلع الرضفة، ومرض ليغ بيرثيس. يحتوي الباودرباف على أسنان كاملة، وليس لديه أسنان مفقودة أو ملتوية، كما هو مقبول في أشقائهم من مجموعة بدون شعر.
الكلاب الصينية المتوج لديها ما يسمى «الفم البدائي». هذا يعني أن معظم أسنانهم مدببة، مثل أنيابهم. يمكن أن تكون الأصناف الخالية من الشعر من المتوجة عرضة لسوء الأسنان. قد يشمل سوء الأسنان الأسنان المفقودة أو المزدحمة والأسنان المعرضة للتسوس عندما لا يتم الاعتناء بها بشكل صحيح. معظم الكلاب من نوع الباودرباف لديها عدد قليل من عيوب الأسنان، إن وجدت.
كما هو الحال مع جميع سلالات الأخرى، يمكن أن يكون الكلب الصيني المتوج عرضة للخلع الرضفي. تحدث هذه الحالة القابلة للوراثة بسبب مفاصل الركبة، وتؤدي إلى ظهور الرضفة في مكانها. غالبًا ما يكون ظهوره في سن مبكرة، ويمكن أن يسبب عرجًا مؤقتًا إلى دائم بناءً على شدته. يجب أن يحصل المربون على شهادة خلو حيواناتهم من الارتخاء الرضفي. تحتفظ نوادي تربية الكلاب في العديد من البلدان بسجل مركزي للنتائج الصحية.
لوحظت الحساسية وأمراض المناعة الذاتية في السلالة. يمكن أن تسبب بعض أنواع الحساسية الغذائية إلى تشقق الجلد، مثل الرؤوس السوداء الزائدة والبثور والجفاف. لقد لوحظ أن هذا الصنف لديه حساسية من الدجاج ويختار العديد من المالكين نظامًا غذائيًا خالٍ من الدجاج أو نظامًا منزليًا. إن شدة هذه الأمراض، التي يمكن أن تؤدي إلى الموت المُبكر للكلب، تعني أن هذا الكلب يحتاج إلى مربون يتعاملون بجدية معه لتجنب أي مشاكل صحية للسلالة.
الكلاب الصحية لديها الإحصاءات التالية:
- العمر: من 12 إلى 14 سنة، على الرغم من أن الكثيرين معروف أنهم يعيشون لفترة أطول
- الوزن: 7-12 رطلاً / 4-5 كجم
- الطول: 10-13 بوصة / 30 سم
- اللون: أي لون أو مجموعة من الألوان

## في الثقافة الشعبية

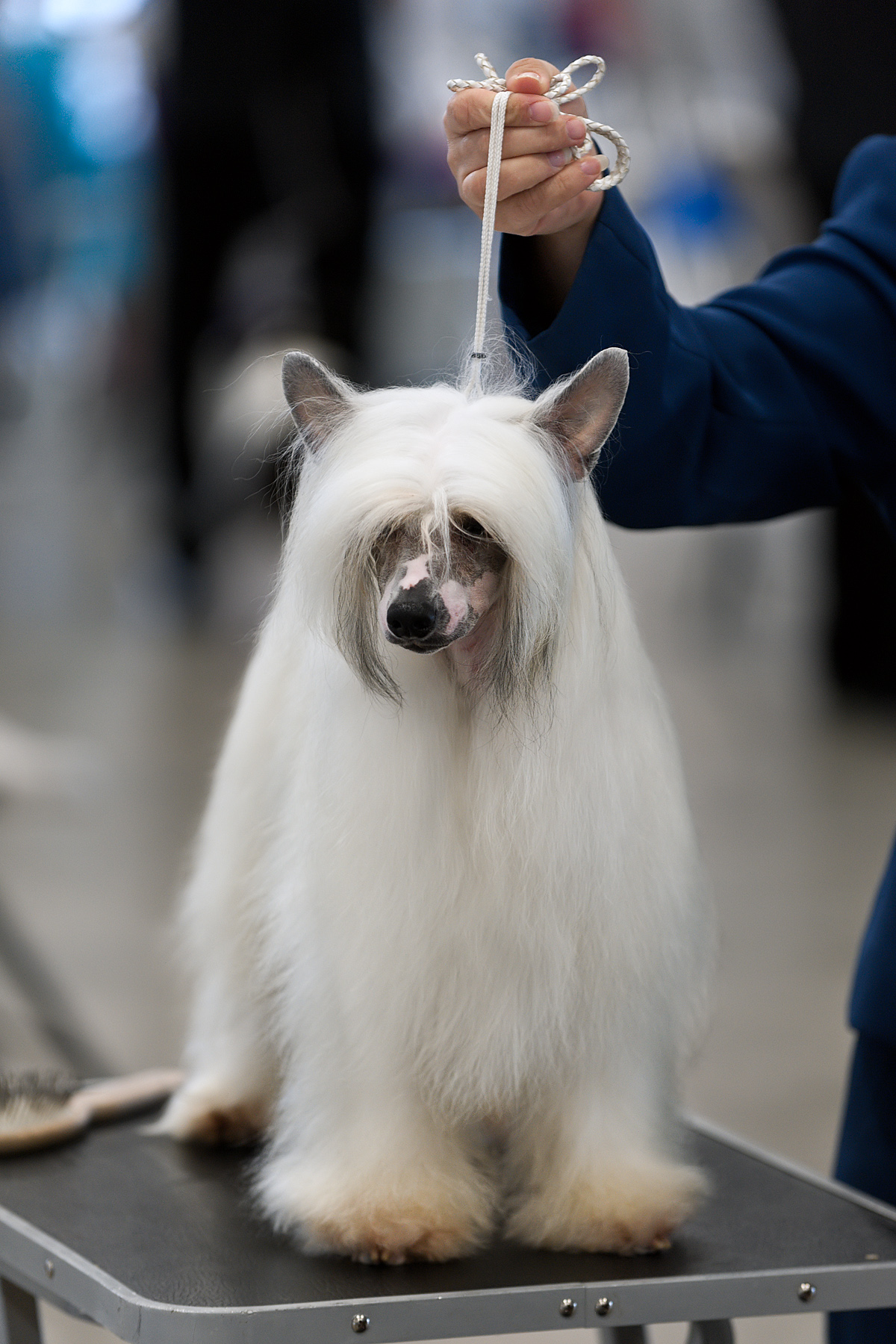
كلب متوج صيني باودرباف في عرض للكلاب في عام 2011

كان أحد الكلاب الصينية الشهيرة الأصيلة التي تحمل اسم سام. وكان الفائز في مسابقة الكلاب القبيحة في العالم من 2003 إلى 2005 ؛ وافته المنية قبل أن يتمكن من المنافسة في عام 2006. وقد انتهى نوع الكلاب الصينية المتوجة بمراكز عالية التصنيف في هذا الحدث.
كما ظهرت بعض الكلاب الصينية متوجة كشخصيات في الأفلام والبرامج التلفزيونية والاعلانات وغيرها من الاحداث، مثل:
- نظرة خاطفة من القطط والكلاب والقطط والكلاب: الانتقام من وفرة كيتي
- 102 كلب مرقش (فيلم)
- روميو في فندق للكلاب (فيلم)
- جيوسيبي في مرمادوك (فيلم)
- هالستون في بيتي القبيحة (مسلسل)
- رينالدو من نيويورك مينيت
- كرول المحارب الملك من كيف تخسرين رجلا في 10 أيام (فيلم)
- أوتيس في النبيلة والشارد 2: انطلاقة سهم
- لاكي في غود بوي!
- بوبي في ذا ينغ أند ذا رستلس

## روابط خارجية
- كلب متوج صيني على مشروع الدليل المفتوح